# Semana Santa en Borja (Zaragoza)
La Semana Santa en Borja es una de las celebraciones más arraigadas y populares de la ciudad de Borja, en la provincia de Zaragoza. Los actos centrales tienen lugar desde el Domingo de Ramos hasta el Domingo de Resurrección, siendo especialmente importante el Entierro de Cristo, que tiene lugar el Viernes Santo

## Historia
El origen de la Semana Santa Borjana se remonta hasta el siglo XVII. La procesión más antigua de la que se tiene constancia es la del Jueves Santo, que se remonta a 1658 y es también conocida como procesión de los Cristos o de los Pasos. Esta procesión surge dentro de la devoción de la Orden de San Francisco que tienen en Borja uno de los Conventos más antiguos de Aragón. Los cofrades de San Antón, principalmente labradores acomodados, tenían obligada asistencia a esta ceremonia.
El Entierro de Cristo, acto central de la Semana Santa en Borja, tiene su origen en la ceremonia del Descendimiento, establecida en 1730 y suprimida en 1870, se realizaba en la Colegiata de Santa María entre las 2 y las 4 de la tarde del Viernes Santo. Durante el descendimiento, un Cristo articulado, el utilizado en la actualidad en el Entierro de Cristo, era descendido de una cruz, que aún se conserva en los claustros de la Colegiata.
En 1734 se construye un arca para depositar el cuerpo, y en 1744 una devota borjana, Manuela González de Castejón, funda un legado para que se celebre la ceremonia del Entierro de Cristo, que comenzaría a realizarse 2 años después, en la Semana Santa de 1746. En Esos momento, la organización del acto correría a cargo de la cofradía de San José. A la ceremonia asistía el Cabildo de la Colegiata con hábitos de coro, hasta el año 1809 cuando se interrumpió por la Guerra de la Independencia. La ocupación francesa supone la destrucción de muchos de los pasos que se utilizaban para el Entierro de Cristo, lo que unido a la desamortización de Godoy hace que se interrumpa la celebración del Entierro de Cristo.
En 1830, se inició su restauración por iniciativa de las cofradías del Carmen y Santa Lucía y en 1848 se hizo cargo de la dirección la cofradía de las Almas y San Isidro, que continúa al frente hoy en día.

## Cofradías borjanas

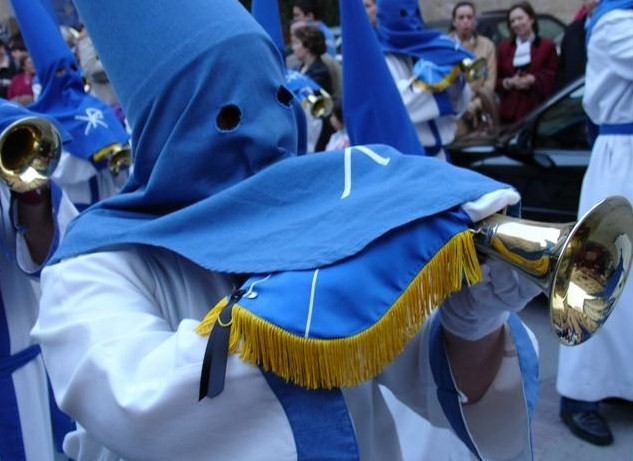
Cofradía de San Juan Evangelista

Son las cofradías borjanas las encargadas de la organización de los eventos llevados a cabo durante la Semana Santa en la localidad, así como de la participación activa en ella. Dichas cofradías comenzaron a constituirse a partir del siglo XVII como representación de los gremios de la ciudad, y bajo una determinada advocación.
Desde un primer momento, dichas cofradías participan en las procesiones con un hábito común consistente en túnica negra ceñida con cíngulo o cordón, y tercerol (capucha) de igual color. Este sencillo hábito de luto estaba establecido formalmente entre las normas distribuidas en 1831 a todas las cofradías con motivo de la restauración del Entierro de Cristo.
Esta tradición se mantuvo hasta 1940, año en el que la cofradía de San Juan Evangelista, inspirándose en las hermandades que por la misma década se estaban fundando en Zaragoza, introduce los primeros hábitos de color y un elemento importado de Andalucía, el capirote, elementos que más tarde se generalizaron en el resto de las cofradías.
Dos son las cofradías más numerosas, que además constan de una agrupación de cornetas, tambores y bombos:
- Cofradía de San Juan Evangelista: que viste túnica blanca con cordón azul a la cintura, acompañado de capirote azul con el anagrama de Cristo (letras Chi (Χ) y Rho (ρ) superpuestas). Fundada en 1940.
- Cofradía de San Sebastián y la Verónica: que viste túnica granate con cíngulo negro a la cintura, acompañado de capirote también negro. Este último lleva las letras CSS inscritas. Fundada en el año 1993, lo que es la Banda de Tambores y Cornetas, lo que es la cofradía está formada mucho antes.

El resto de las cofradías, aunque menos numerosas y sin agrupación de cornetas, tambores y bombos, son esenciales y participan activamente en la organización de la Semana Santa borjana:
- Cofradía de San Antón: su hábito mantiene la túnica negra, pero incorpora faja y capirote morados.
- Cofradía de San Bartolomé: que viste túnica beis, y con capirote y faja verde.
- Cofradía de Nuestra Señora del Carmen: que viste túnica marrón acompañada de faja y capirote blanco. En el año 2010 incorporaron un elemento hasta entonces inexistente en el vestuario de la Semana Santa borjana, la capa, de color blanco.
- Cofradía de San Isidro: es la única que mantiene el antiguo hábito de túnica y tercerol negro.
- Cofradía de San José: que viste túnica color blanco con botones rojos y capirote del mismo color.
- Cofradía de Santa Lucía: su hábito se basa en túnica beis con botones morados, y faja y capirote del mismo color.
- Cofradía de Nuestra Señora de las Nieves: conserva también el hábito negro tradicional. Se distingue de la cofradía de San Isidro por el emblema que lucen en la parte izquierda del pecho: el corazón traspasado de María.

## Domingo de Ramos
Sencilla celebración en la que los asistentes portan las tradicionales ramas de olivos acompañando a un hombre montado en una borriquita emulando la entrada triunfal de Jesús en Jerusalén. Tras la bendición de ramos en la Parroquia de San Bartolomé, la procesión se dirige hacia la Colegiata de Santa María . Acompaña a los asistentes la cofradía de Cornetas, tambores y Bombos de San Sebastián y la Verónica.

## Miércoles Santos
Este día tienen lugar las procesiones de las dos principales cofradías de la localidad.
- Procesión-Encuentro de Cristo con la Cruz a cuestas y la Verónica. Celebrada en origen el día de Martes Santo, esta procesión conmemora el encuentro entre la Verónica, acompañada por la Cofradía de San Sebastián y la Verónica, y el Cristo con la Cruz a Cuestas, portado por la cofradía de San Antón. Participan además la Cofradía Nuestra Señora de los Dolores y Jesús camino del Calvario, de Bulbuente, y la cofradía del Santo Cristo de Ainzón. Salida a las 21:00
- Procesión de San Juan Evangelista: acompañada por la cofradía del mismo nombre. Salida a las 23:00

## Jueves Santo

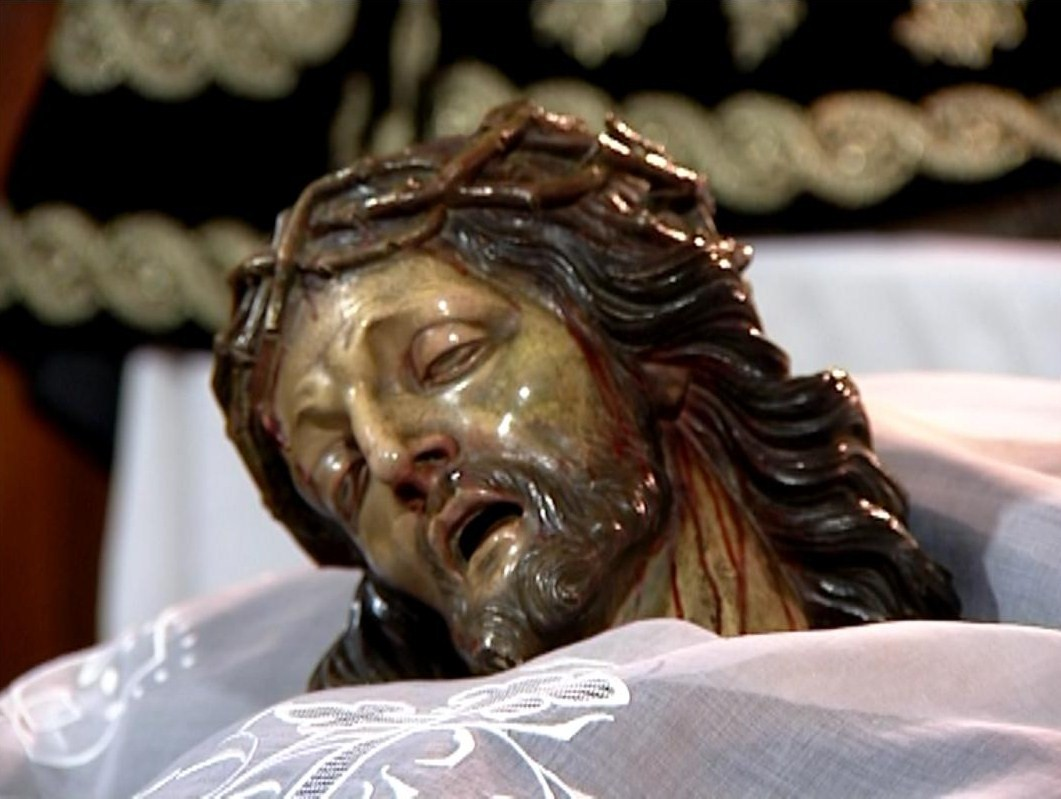
Cristo yacente

### Velatorio
La ceremonia del velatorio se celebra en la colegiata de Santa María desde 1870, ya que anteriormente solo se celebraba nada más que la ceremonia del Descendimiento.
En la tarde de Jueves Santo en el claustro de Santa María se instala en la Capilla de San José el arca del Cristo Yacente y sus dos lados la imagen de la Virgen de la Soledad y la de San Juan Evangelista. Velan el arca dos hermanos de la cofradía de las Almas con sus túnicas tradicionales, mientras los borjanos pasan a adorar al cristo yacente, hasta el comienzo de los Oficios de Viernes Santo.

### Procesión de los Cristos
Es de las procesiones más antiguas de la Semana Santa Borjana, documentada de 1658. En la procesión salen cinco pasos que representan los misterios dolorosos del Rosario. La procesión, que sale de la Colegiata de Santa María, recorre las parroquias de la localidad, entrando las autoridades eclesiásticas y el Cristo Crucificado en su interior para bendecir los conocidos como "Monumentos", altares adornados con los elementos representativos de la última cena. La procesión visita el Convento de la Conepción, la Iglesia de San Bartolomé y el Convento de Santa Clara para volver más tarde a la Colegiata. Es la procesión de recorrido más largo (unos 1200m). Los elementos que participan en esta procesión son:
- Cristo del Huerto: la cofradía de las Almas porta el paso de "El Cristo en el Huerto" que muestra la imagen de Jesús en el huerto viviendo momentos de angustia antes de su Pasión, simbolizada por la imagen del cáliz que una figura del ángel le ofrece. Es, junto al paso del Descendimiento del Entierro de Cristo, el más voluminoso de los pasos que participan en la Semana Santa Borjana.
- Cristo de la Columna: llevado por la cofradía de San José
- Ecce Homo (Cristo de la caña): llevado por la Cofradía del Carmen. Imagen restaurada por iniciativa de dicha cofradía en el año 2020.
- Cristo con la Cruz a cuestas: llevado por la Cofradía de San Antón
- Cristo Crucificado: último de los pasos, que cierra la comitiva, acompañado de las autoridades eclesiásticas. Entra junto a estas en las iglesias para la bendición de los monumentos. Llevado por la cofradía de las Almas.
- Cornetas, tambores y Bombos: cofradías de San Juan Evangelista y San Sebastián y La Verónica.

## Viernes Santo

### Pregón
El Pregón es una hermosa ceremonia que recorre las principales calles y plazas de Borja, en la que se invita a todos los fieles a acudir al Santo Entierro que tendrá lugar por la tarde. Tiene su origen en los pregones tradicionales realizados antiguamente en la localidad, en los que se anunciaba la muerte de los ciudadanos de Borja.
La comitiva del Pregón la abren los heraldos, quienes también encabezaran las del entierro, como forma de respeto. Le sigue la cofradía de San Juan Evangelista. Asisten la cofradía de las Almas acompañados del Prior, un joven encargado de cantar el pregón, una corneta y un tambor.
Tras un toque de tambor y corneta, se canta el pregón que reza así:

Devotos fieles cristianos 
 Amigos de Jesús Nazareno, 
 hijo de María Santísima, 
 que acaba de morir por la redención del mundo. 
 Acudiréis a las 8 de la tarde 
 a solemnizar su entierro 
 a llorar al pie de la cruz nuestros pecados 
 Pater Noster, Aver María

Los lugares donde la comitiva se detiene para la lectura del pregón son plaza de Nuestra Señora de la Peana, plaza del Mercado, plaza de San Bartolomé, plaza de las Canales, plaza de San Francisco, Plaza del Olmo, Cuatro esquinas y Plaza España. La comitiva vuelve a la colegiata de Santa María.

### Desfile del Cuerpo de Alabarderos
Minutos antes del comienzo de la procesión del Entierro de Cristo, tienen lugar el desfile del cuerpo de Alabarderos. Con su tambor y corneta al frente, y al mando del Centurión, desfilan por las calles en busca de los "angélicos", 2 niños de corta edad que han de ayudar al Centurión en el acto del sellado del "arca" donde se encuentra depositada la imagen del "Cristo del Arca". El desfile acaba en la Colegiata de Santa María.

### Entierro de Cristo

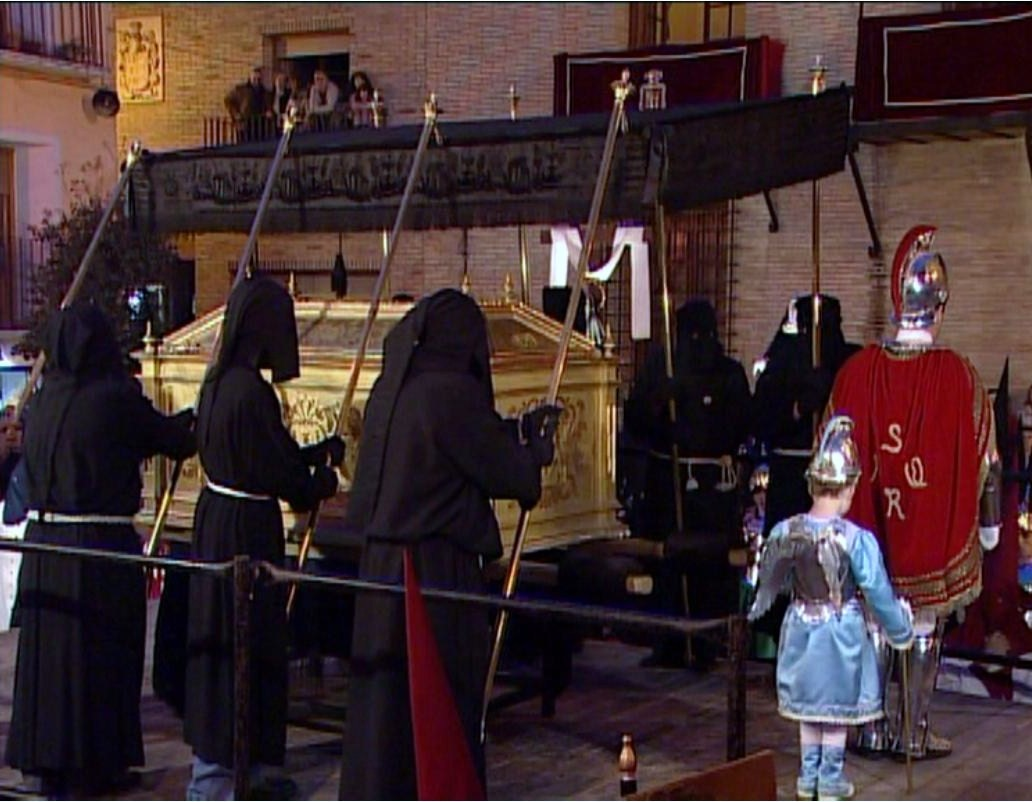
Entierro de Cristo, acto central de la Semana Santa borjana

El Entierro de Cristo es sin duda el acto central de la Semana Santa Borjana. Es la procesión más seguida por la población y donde participan mayor número de cofrades y con mayor número de pasos. La procesión se inicia al atardecer, en torno a las 7 u 8 de la tarde. La comitiva sale desde el pórtico principal de la Colegiata de Santa María. Desde ahí pasa por la Plaza del Mercado, y asciende por la Calle Don Juan de Coloma hasta la Plaza del Olmo. Desde ahí desciende por la Calle Mayor y camina por la Calle de la Concepción para entrar por el acceso sur a la Plaza de España,
donde tienen lugar los actos centrales del Entierro de Cristo.
Los elementos de la procesión del entierro de Cristo son:
- Macero y matracas: un macero portando una maza negra y acompañado por dos heraldos que portan matracas abren y anuncian la procesión.
- Bandera negra del entierro de Cristo: conducida por la cofradía de San Bartolomé desde 1831.
- Paso de San Juan Evangelista: aunque antes desfilaba detrás de la Virgen de la Soledad, tras incorporar la banda de cornetas tuvo que pasar al inicio la procesión. Es acompañado por la cofradía de San Juan Evangelista
- Insignias de la Pasión: un grupo de niños llevan atributos de la Pasión en el que figuran la columna a la que fue atado Cristo, las manos que le golpearon, el látigo de la flagelación, la corona de espinas, la lanza que le atravesó, la esponja y las escalera con la que se descendió el cuerpo yacente
- Paso de la Muerte: representada por un esqueleto humano que empuña una guadaña y una cartela en las que se lee "A Ninguno perdondo" (Ne Meni Parco). Como símbolo de su poder, tiene a sus pies, la tiara pontificia, una corona real, una mitra episcopal y el globo terráqueo, como muestra de que nadie escapa a la muerte. Portado inicialmente por la cofradía de San Crispín que agrupaba al gremio de zapateros. Al desaparecer, fue la cofradía de las Almas la encargada de portarlo.
- Cráneo y ceniza: llevado por dos hombres con el rostro tapado.
- 12 Tribus de Israel: constan de doce estandartes llevados por la cofradía del Carmen. En cada estandarte figura el nombre de la tribu y un elemento simbólico que la representa.
- Samaritanas: que portan los elementos que paliaron la sed de Jesucristo.

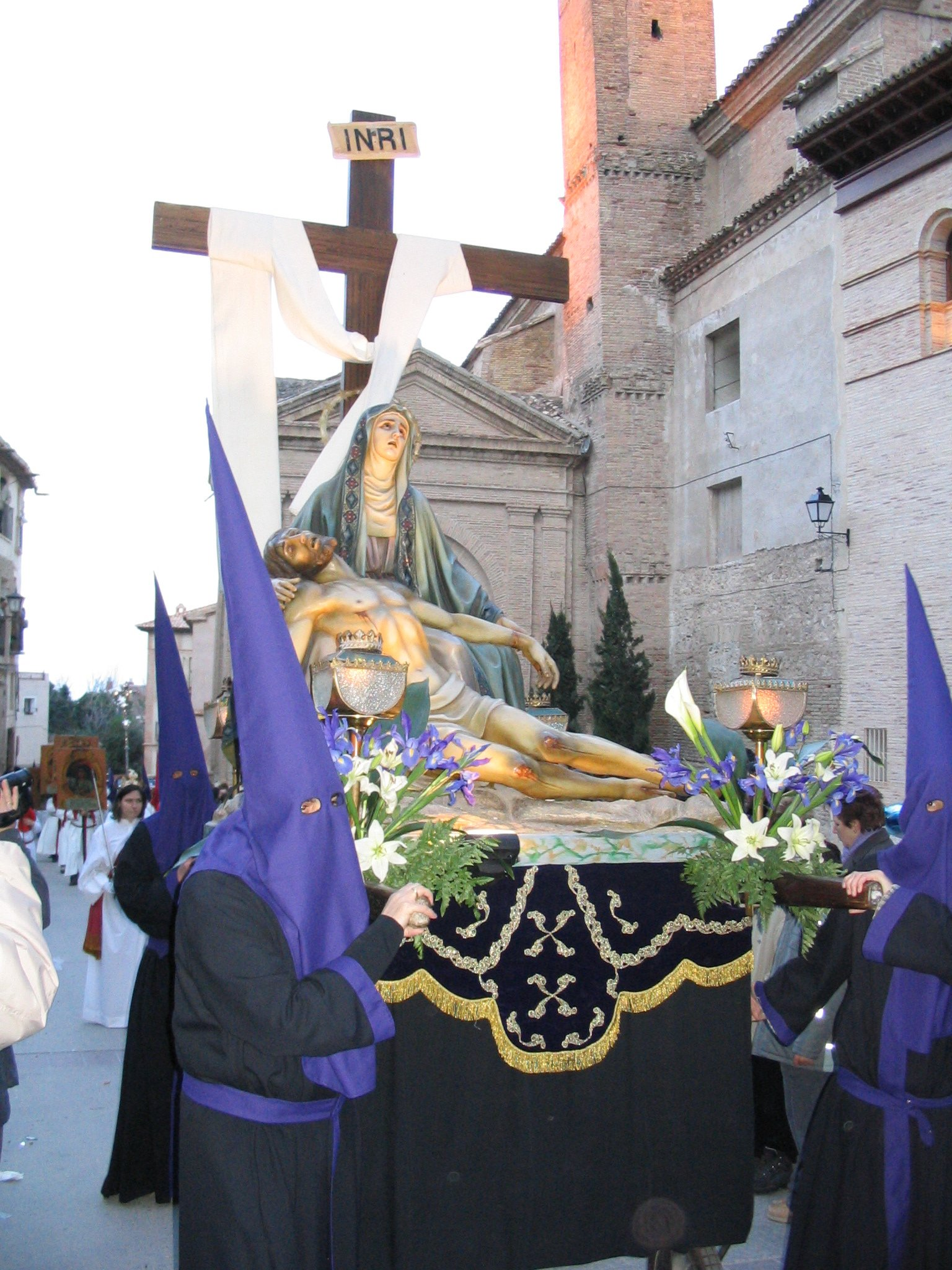
Paso del Descendimiento (cofradía de San Antón)

- Paso del Descendimiento: llevado por la cofradía de San Antón. El paso actual fue adquirido a mediados del siglo XX.
- La Paz y la Justicia: dos jóvenes con túnicas blancas y bandas rojas que sostienen entre sus manos la inscripción “Iustitia et Pax osculatae sunt” (traducido al castellano como "La Paz y la Justicia se besan")
- Cruz Parroquial: que era portado por el cabildo de la Colegiata.
- Cuatro partes del mundo: son cuatro estandartes de África, Europa, América y Asia portados por la cofradía de San José. En cada estandarte figura una cuarteta alusiva. En su origen fue portado por la cofradía de las Yagas, y tras su desaparición se encarga la cofradía de San José.
- Arca con el cuerpo del Cristo Yacente: es el elemento central de la procesión. Es un cristo articulado que puede adoptar la figura de Cristro crucificado y que cuando se efectuaba el descendimiento plegaban sus brazos para ser depositado en el arca.
- Los Alabarderos: constituyen el llamado Cuerpo o Unidad de Alabarderos, 6 alabarderos, dos guías, una corneta y un tambor, bajo el mando del Centurión. Llevan como arma la alabarda
- Palio negro: lo portan la cofradía de las Almas y de San Isidro. Antiguamente desfilaba cubriendo el arca.
- Centurión: al que lo acompañan los dos "angélicos". Estos últimos portan los sellos y el martillo para sellar el arca.
- Autoridades eclesiásticas
- Tape del arca: portado por la cofradía de las Almas
- Velo del Templo: portado por la cofradía de San Bartolomé. Se rasgara durante la ceremonia en el desarrollo del Entierro de Cristo.
- Paso de la Verónica: portado por la cofradía de San Sebastián y la Verónica.' En sus manos porta un lienzo con la faz de Cristo.
- Bandera del duelo del Señor: abre la comitiva de los más allegados a Cristo.
- Paso de María Magdalena: llevado por la cofradía de Santa Lucía. Acompaña a la Virgen en el duelo. En sus manos lleva una bandeja que contiene la representación de los ungüentos con los que fue ungido el cuerpo de Cristo.

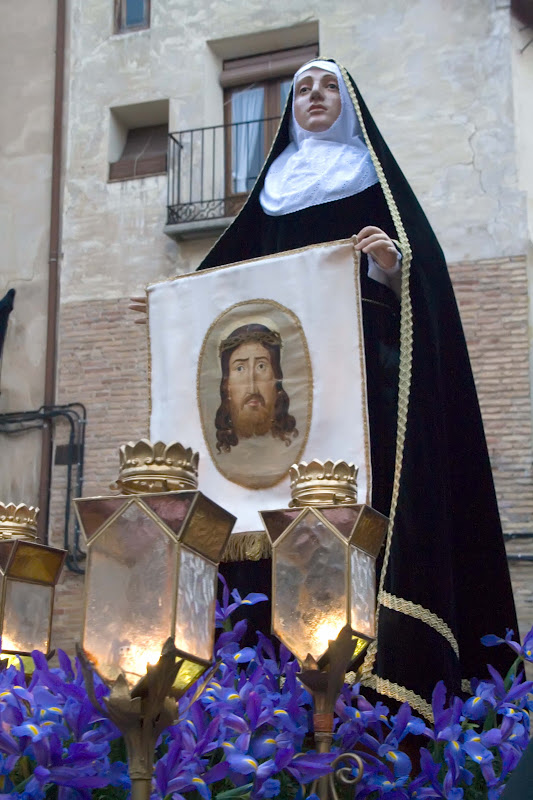
Paso de la Verónica (Cofradía de San Sebastián y la Verónica).

- Paso de la Virgen de la Soledad: llevado por la cofradía de las Nieves. También conocida como "la llorona" dado que mediante un resorte accionado desciende la cabeza y eleva los brazos con el pañuelo como si enjuagara las lágrimas.
- Maceros y corporación municipal: los maceros llevan indumentaria del siglo XVII. La corporación municipal desfila con guantes negros y bandas rojas.
- Agrupación Musical Borjana: que cierra la procesión.

La procesión se dirige hasta la Plaza de España o Campo del Toro. Cada paso ocupa una posición establecida y el Arca de Cristo es elevada al estrado que se ha instalado en el centro de la plaza, frente a la fachada de la Casa Consistorial, siendo cubierta más tarde por el palio.
En este momento los alabarderos se disponen en columna en torno al Arca y se procede al sellado del Arca. El centurión deja sus armas a uno de los "angélicos" y sube con el otro hasta el Arca. El centurión se mueve en el estrado como un autómata dirigido por los golpes de bastón del ángel. Tras el primer sellado se produce el rasgado del velo del templo. Al terminar la ceremonia, la procesión inicia la vuelta a la Colegiata de Santa María, a la que entrará por el antiguo claustro.
Para finalizar entran en la nave central de la Colegiata los pasos de San Juan Evangelista, la Muerte, el Arca con el cuerpo de Cristo, y la Virgen de los Dolores. Se realiza entonces una breve ceremonia, dando por terminado el Entierro de Cristo, y también las procesiones de la Semana Santa borjana.